# Geissanthus abditus
Geissanthus abditus är en viveväxtart som beskrevs av Macbride. Geissanthus abditus ingår i släktet Geissanthus och familjen viveväxter. Inga underarter finns listade i Catalogue of Life.